# Coupe de Russie de football 2007-2008
Navigation
Coupe de Russie 2006-2007 Coupe de Russie 2008-2009
La Coupe de Russie 2007-2008 est la 16e édition de la Coupe de Russie depuis la dissolution de l'URSS.
Le CSKA Moscou remporte la compétition face à l'Amkar Perm et se qualifie pour le premier tour de la Coupe UEFA 2008-2009.
La compétition suivant un calendrier sur deux années, contrairement à celui des championnats russes qui s'inscrit sur une seule année, celle-ci se trouve de fait à cheval entre deux saisons de championnat ; ainsi pour certaines équipes promues ou reléguées durant la saison 2007, la division indiquée peut varier d'un tour à l'autre.

## Huitièmes de finale
| Date        | Locaux                        | Score    | Visiteurs                   |
| ----------- | ----------------------------- | -------- | --------------------------- |
| 8 août 2007 | CSKA Moscou (D1)              | 2 - 0    | (D1) FK Khimki              |
| 8 août 2007 | Spartak Naltchik (D1)         | 3 - 2 ap | (D1) Rubin Kazan            |
| 8 août 2007 | Zénith Saint-Pétersbourg (D1) | 9 - 3    | (D1) Dynamo Moscou          |
| 8 août 2007 | FK Rostov (D1)                | 0 - 1    | (D1) Tom Tomsk              |
| 8 août 2007 | Amkar Perm (D1)               | 3 - 1    | (D2) Terek Grozny           |
| 8 août 2007 | Kamaz Naberejnye Tchelny (D2) | 0 - 1    | (D1) FK Moscou              |
| 8 août 2007 | Kouban Krasnodar (D1)         | 2 - 3 ap | (D2) Oural Iekaterinbourg   |
| 8 août 2007 | Saturn Ramenskoïe (D1)        | 2 - 1    | (D3) Metallourg Krasnoïarsk |

## Quarts de finale
| Date              | Locaux                        | Score              | Visiteurs              |
| ----------------- | ----------------------------- | ------------------ | ---------------------- |
| 31 octobre 2007   | CSKA Moscou (D1)              | 2 - 1              | (D1) Spartak Naltchik  |
| 31 octobre 2007   | Zénith Saint-Pétersbourg (D1) | 0 - 0 ap 3 - 4 tab | (D1) Tom Tomsk         |
| 16 septembre 2007 | Amkar Perm (D1)               | 2 - 1              | (D1) FK Moscou         |
| 16 septembre 2007 | Oural Iekaterinbourg (D2)     | 2 - 1              | (D1) Saturn Ramenskoïe |

## Demi-finales
| Date          | Locaux           | Score | Visiteurs                 |
| ------------- | ---------------- | ----- | ------------------------- |
| 16 avril 2008 | CSKA Moscou (D1) | 2 - 1 | (D1) Tom Tomsk            |
| 16 avril 2008 | Amkar Perm (D1)  | 1 - 0 | (D2) Oural Iekaterinbourg |

## Finale
| ·              |                      |     |
| Titulaires :   |                      |     |
|                |                      |     |
| 35             | Igor Akinfeïev       |     |
| 2              | Deividas Šemberas    |     |
| 4              | Sergueï Ignachevitch | 69e |
| 24             | Vassili Bérézoutski  |     |
| 6              | Alexeï Bérézoutski   |     |
| 22             | Ievgueni Aldonine    | 61e |
| 18             | Iouri Jirkov         |     |
| 17             | Miloš Krasić         |     |
| 8              | Dudu Cearense        | 88e |
| 9              | Vágner Love          |     |
| 10             | Jô                   |     |
|                |                      |     |
| Remplaçants :  |                      |     |
| 46             | Alan Dzagoev         | 61e |
| 25             | Elvir Rahimić        | 69e |
| 19             | Dawid Janczyk        | 88e |
|                |                      |     |
| Entraîneur :   |                      |     |
| Valeri Gazzaev |                      |     |

| ·               |                     |       |
| Titulaires :    |                     |       |
|                 |                     |       |
| 1               | Vladimir Gaboulov   |       |
| 14              | Zahari Sirakov      | 70e   |
| 24              | Aleksei Popov       |       |
| 21              | Dmitri Beloroukov   |       |
| 15              | Miklós Gaál         |       |
| 7               | Georgi Peev         | 90+1e |
| 18              | Nikola Drinčić      |       |
| 22              | Tomislav Dujmović   |       |
| 3               | Ivan Starkov        |       |
| 29              | Martin Kushev       |       |
| 99              | Predrag Sikimić     | 77e   |
|                 |                     |       |
| Remplaçants :   |                     |       |
| 23              | Ivan Tcherentchikov | 70e   |
| 33              | Nenad Injac         | 77e   |
| 10              | Mikhaïl Afanasiev   | 90+1e |
|                 |                     |       |
| Entraîneur :    |                     |       |
| Miodrag Božović |                     |       |

| ·              |                      |     |
| Titulaires :   |                      |     |
|                |                      |     |
| 35             | Igor Akinfeïev       |     |
| 2              | Deividas Šemberas    |     |
| 4              | Sergueï Ignachevitch | 69e |
| 24             | Vassili Bérézoutski  |     |
| 6              | Alexeï Bérézoutski   |     |
| 22             | Ievgueni Aldonine    | 61e |
| 18             | Iouri Jirkov         |     |
| 17             | Miloš Krasić         |     |
| 8              | Dudu Cearense        | 88e |
| 9              | Vágner Love          |     |
| 10             | Jô                   |     |
|                |                      |     |
| Remplaçants :  |                      |     |
| 46             | Alan Dzagoev         | 61e |
| 25             | Elvir Rahimić        | 69e |
| 19             | Dawid Janczyk        | 88e |
|                |                      |     |
| Entraîneur :   |                      |     |
| Valeri Gazzaev |                      |     |

| ·               |                     |       |
| Titulaires :    |                     |       |
|                 |                     |       |
| 1               | Vladimir Gaboulov   |       |
| 14              | Zahari Sirakov      | 70e   |
| 24              | Aleksei Popov       |       |
| 21              | Dmitri Beloroukov   |       |
| 15              | Miklós Gaál         |       |
| 7               | Georgi Peev         | 90+1e |
| 18              | Nikola Drinčić      |       |
| 22              | Tomislav Dujmović   |       |
| 3               | Ivan Starkov        |       |
| 29              | Martin Kushev       |       |
| 99              | Predrag Sikimić     | 77e   |
|                 |                     |       |
| Remplaçants :   |                     |       |
| 23              | Ivan Tcherentchikov | 70e   |
| 33              | Nenad Injac         | 77e   |
| 10              | Mikhaïl Afanasiev   | 90+1e |
|                 |                     |       |
| Entraîneur :    |                     |       |
| Miodrag Božović |                     |       |